# Дзарцем
Дзарцем (осет. Дзарцъем, груз. ძარწემი — Дзарцеми) — бывшее село в Закавказье, расположено в Цхинвальском районе Южной Осетии, фактически контролирующей село; согласно юрисдикции Грузии — в Горийском муниципалитете. Является местом расположения российского военного полигона.

## География
Руины села находятся на северо-востоке бывшего грузинонаселённого (до августа 2008 года) анклава Тамарашени-Кехви (к северу от Цхинвала) на левом противоположном (от основной части анклава) берегу реки Большая Лиахва к югу от села Чемерт (Кемерти) и к востоку от бывших сёл Кехви (Чех) и Курта.

## Население
По переписи 1989 года из 552 жителей грузины составили 98 % (541 чел.), осетины — 2 % (11 чел.). Затем, после изгнания осетинского населения, село до войны в августа 2008 года было населено в основном только грузинами. По переписи 2002 года (проведённой властями Грузии, контролировавшей часть Цхинвальского района на момент проведения переписи) в селе жило 650 человек, в том числе грузины составили 96 % от всего населения.С 2008 года село безлюдно.

## История
В разгар южноосетинского конфликта село было под контролем Грузии. Основное население было эвакуировано накануне начала войны в августе 2008. После ухода грузинских войск многие домовладения без контроля МВД РЮО были сожжены, оставшееся население бежало. После 2008 года территория села находится под контролем властей РЮО.
В настоящее время в селе располагается российский военный полигон. В апреле 2016 года инженерные войска российской военной базы в Южной Осетии произвели очистку полигона от неразорвавшихся снарядов.

## Топографические карты
- Лист карты K-38-64 Цхинвали. Масштаб: 1 : 100 000. Состояние местности на 1987 год. Издание 1989 г.